# Vestia roschitzi
Vestia roschitzi is een slakkensoort uit de familie van de Clausiliidae. De wetenschappelijke naam van de soort is voor het eerst geldig gepubliceerd in 1890 door Brancsik.